# USS Chehalis (PGM-94)
USS Chehalis (PGM-94/PG-94) amerykańska kanonierka typu Asheville. Drugi okręt US Navy noszący tę nazwę.
Kanonierka została zwodowana 8 czerwca 1968 w Tacoma Boatbuilding Company. Weszła do służby 8 listopada 1969. Później przekazany Naval Sea Systems Command i przemianowana na okręt badawczy „Athena”.
„Chehalis” był napędzany dwoma silnikami Diesla Cumminsa i turbiną gazową LM-1500 General Electric (system CODOG).